# Candace Pert
Candace Beebe Pert (Nova York, 26 juny de 1946 - Potomac, 12 de setembre de 2013) va ser una neurocientífica i farmacòloga nord-americana, descobridora del receptor opioide, el lloc d'unió cel·lular per les endorfines al cervell.

## Biografia
Candace Pert va néixer a Manhattan. El seu pare, Robert, era un artista comercial i la seva mare, Mildred, treballava als jutjats com a mecanògrafa.
Va cursar els seus estudis a la Douglas MacArthur High School a Levittown, va començar la carrera de biologia a la Universitat de Hofstra, però el 1966 va abandonar aquests estudis quan es va casar amb Agu Pert. Es van mudar a Filadèlfia perquè ell pogués prosseguir el seu doctorat a Bryn Mawr College. Després del naixement del seu fill, Candace era una mare ocupada i per ajudar a pagar els comptes es va posar a treballar com a cambrera en una cocteleria. Pel que sembla, per a ella la seva carrera acadèmica havia acabat, però un dels clients de la cocteleria era un assistent de degà a Bryn Mawr i va veure que el seu interès per la ciència era tan fort que la va animar a acabar la seva llicenciatura al Bryn Mawr College. El 1970 es va llicenciar en biologia amb la qualificació de cum laude.
Aquell mateix any, quan el seu marit va ser enviat a Maryland per complir amb l'obligació militar, Candace se'n va anar amb ell, i es va matricular al programa de doctorat de l'Escola de Medicina de la Universitat Johns Hopkins. Allí va estudiar farmacologia amb el psiquiatre i farmacòleg nord-americà Solomon Snyder i l'any 1974 va obtenir el doctorat. Als anys 1974-1975 va treballar amb una beca postdoctoral als National Institutes of Health al costat del Departament de Farmacologia de l'Escola de Medicina de la mateixa universitat. Seguidament es va incorporar al National Institute of Mental Health (NIMH), on va treballar entre 1975 i 1987. Al llarg de la seva carrera va ocupar diferents llocs de responsabilitat en diverses institucions:
- 1982-1987 Cap de la Secció de Bioquímica Cerebral. Clinical Neuroscience Branch, National Institute of Mental Health, Bethesda, Maryland. Va ser la primera dona a ocupar aquest càrrec.[4]
- 1987-1990 Investigadora convidada. Secció de Bioquímica Cerebral. Clinical Neuroscience Branch (NIMH), Bethesda, Maryland.
- 1987-1991 Coordinadora de l'equip de l'Integra Institute, Bethesda, Maryland. Organització de recerca sense ànim de lucre dedicada al desenvolupament de terapies pel SIDA i altres malalties.
- 1992-1994 Professora visitant al Center for Molecular and Behavioral Neuroscience, Rutgers, Newark, New Jersey. On es va dedicar a la recerca bàsica del mecanisme de la patogènesi del VIH en dones i nens i nenes amb SIDA
- 1994-2006 Professora d'investigació. Departament de Fisiologia i Biofísica a l'Escola de Medicina de la Universitat de Georgetown a Washington DC On es va dedicar a la recerca en neuropharmacology, Neuro-SIDA, malaltia d'Alzheimer y assaijos clinics del peptide T.
- 2007-2013 Cofundadora juntament amb Dr. Michael Ruff, el seu segon marit, de RAPID Pharmaceuticals, AG. Rockville (Maryland). Directora científica del laboratori fins a la seva mort, on actualment es continua la seva recerca sobre el Pèptid T i una vacuna per la SIDA, a més de desenvolupar nous fàrmacs basats en els pèptids per traumatismes cranials, la malaltia d'Alzheimer, l'esclerosi múltiple i les malalties neuropàtiques.

Amb el seu primer marit, Agu Pert, del qual finalment es va divorciar, va tenir tres fills: Brandon, Evan and Vanessa Pert.
Va morir per una aturada cardíaca el 12 de setembre de 2013 a casa seva, a la ciutat nord-americana de Potomac, quan tenia 67 anys.

## Recerca
El 1970, poc abans d'entrar a l'escola de postgrau la Candace va patir un traumatisme molt important a l'esquena com a conseqüència d'un accident d'equitació. Per a pal·liar el fort dolor que li causava la seva lesió va prendre morfina, i això la va dur a especular sobre els efectes de la droga sobre el cervell. Al principi la seva recerca va ser sobre els neurotransmissors, les substàncies químiques que donen les instruccions d'engegar i apagar a altres neurones en el cos. A continuació, va començar la recerca dels receptors opioides, que ja havia iniciat el 1971 el farmacòleg nord-americà i neurocientífic Avram Goldstein de la Universitat Stanford.

El 1973, mentre feia el doctorat, va descobrir el receptor opioide i va publicar els les seves troballes amb Solomon Snyder, el seu director de tesi, com a coautor, a la revista Science. El 1978, Solomon, Hughes, i Kosterlitz van rebre el prestigiós premi Lasker Award, premi que es lliura anualment des del 1946 a persones que han fet contribucions importants a la medecina, pels descobriments relacionats amb els receptors d'opiacis. Candace Pert no va rebre aquest premi malgrat la seva contribució i va esclatar una forta controvèrsia en la qual ella va acusar el comitè d'haver-la ignorat per ser dona. Snyder i els altres dos premiats van ser proposats posteriorment per rebre el Premi Nobel, però la seva candidatura no va prosperar. Pert va ser responsabilitzada d'aquest fracàs per la controvèrsia creada i la seva negativa a donar suport a la candidatura. Més tard Salomó va reconèixer més tard que Pert hauria d'haver compartit el Premi Lasker amb ell i els seus col·legues.

Pèptid T

Va ser titular de diverses patents de pèptids modificats pel tractament de la psoriasi, la malaltia d'Alzheimer, la síndrome de fatiga crònica, vessament cerebral i traumatisme cranial. Un d'aquests, el Pèptid T, va ser el primer inhibidor de l'entrada del VIH a l'organismes i va ser el punt de partida per crear una nova classe de medicaments, per a una malaltia, com era la SIDA, que en el moment no en tenia
Entre el 1990 i el 1995 es va dur a terme d'un assaig clínic finançat pels NIH, va ser un assaig controlat amb placebo, en el que hi van intervenir més de 200 pacients i que es va centrar en les millores en els processos neurocognitius. Els resultats van mostrar que el Pèptid T no era significativament diferent del placebo, no obstant això se'l va associar amb una millora en la memòria i l'aprenentatge en el subgrup de pacients amb un deteriorament cognitiu més greu. Una anàlisi dels efectes antivirals de l'estudi que es va dur a terme als NIH va demostrar que la càrrega viral perifèrica (plasma i sèrum combinat) es va reduir significativament en el grup tractat amb l'ànaleg modificat del Pèptid T, Dala1-peptide T-amide (DAPTA). Un estudi amb onze persones sobre els efectes del Pèptid T sobre la càrrega viral cel·lular va mostrar reduccions en el dipòsit de monòcits infectats fins nivells indetectables en la majoria dels pacients
Posteriorment va esdevenir una proponent de les medicines alternatives i diverses teories pseudocientífiques, com les teràpies energètiques. El 1993 va aparèixer com a experta en el vídeo La curació i la ment (Healing and the mind) , de Bill Moyers, produït per la PBS, i el 2004 al documental I tu, què saps? (What the Bleep Do We Know!?).
Pel seu treball, Pert va rebre el 2008 el premi de la Fundació Teofrasto Paracelso en Medicina Holística (St Gallen, Suïssa). El 2004, The Sydney Morning Herald va publicar un perfil de Candace Pert on es deia:
| « | Al 1972, com una simple estudiant graduada, va descobrir els receptors opiacis del cervell -el lloc cel·lular dels analgèsics naturals del cos i els responsables de la felicitat, les endorfines- envoltats de cèl·lules per teixir la seva màgia (..) El descobriment de Pert va provocar una revolució en la Neurociència, ajudant a obrir la porta al model del crevell "basat en la informació" que ara està reemplaçant l'antic model "estructuralista"... Molècules d'emoció comença com una revelació de la guerra intel·lectual dels descobriments científics moderns – el gamesmanship, el furt astut dels resultats d'altres –, i també del treball contra rellotge, l'emoció compartida per un avanç i la pujada lenta i dolorosa de les dones en les professions científiques. | » |

## Teoria de les emocions
Els més de 25 anys que va dedicar a la recerca sobre la base molecular dels neuropèptids i els seus receptors, tant en el cervell com en el sistema inmunològic, han proporcionat la base científica per a un nou camp de la medecina i la farmacología, la psiconeuroimmunología, àmbit que implica la comunicació entre ment i cos i la importancia de les emocions com a pont entre aquestes dos parts.

### Xarxa Psicosomàtica
La seua teoria es basa en el seu descobriment d'una molècula situada a la membrana cel·lular en les cèl·lules del cervell i en gran part de la resta de cèl·lules del cos humà, l'anomenat receptor opioide. Aquests receptors són proteïnes i s'agrupen a la membrana cel·lular a l'espera d'un senyal químic específic que arribarà a través del líquid extracel·lular. Aquest senyal, mitjançant un procés anomenat lligam, s'adaptarà com una clau a un pany. Aquesta clau química és el lligand, que transmetrà el missatge molecular al receptor, això implica una alteració que portarà a la molècula a una reorganització, canviant de forma fins que la informació entra a la cèl·lula. El receptor porta el missatge a l'interior de la cèl·lula i el seu estat pot variar de forma dràstica. Això provoca una reacció en cadena de processos bioquímics que és dirigida pel missatge del lligand, que al seu torn comporta múltiples tasques: elaboració de noves proteïnes, obertura o tancament de canals iònics, divisió cel·lular, etc. És a dir, la vida cel·lular depèn dels receptors que estan en la seva membrana i si aquests estan ocupats per lligands o no. Els transportadors d'aquesta comunicació són els anomenats neuropèptids.
La informació de les cèl·lules secretores de pèptids produeix canvis fisiològics, que al seu torn impliquen una retroalimentació i basant-se en això es produirà un nombre determinat de pèptids. Tot això suposa que la informació fa servir un llenguatge codificat precisament pels neuropèptids i els seus receptors, que són les substàncies físiques de la informació. Per això la informació es converteix en l'enllaç entre psique i cos, aquestes molècules d'informació fan servir aquest llenguatge per comunicar-se a través de la xarxa formada pels sistema nerviós, endocrí i immunològic, és a dir una xarxa psicosomàtica

### Emocions
Un altre aspecte fonamental de les teories de Candace Pert, a partir d'aquesta xarxa psicosomàtica, és que els pèptids són la manifestació bioquímica de les emocions. En aquest sentit indica que els pèptids, o almenys la majoria d'ells, alteren el comportament i l'estat d'ànim, i actualment es treballa amb la hipòtesi que cada un d'ells pugui despertar un determinat estat emocional, de manera que tot el grup de pèptids, entre 60 o 70 macromolècules, podrien constituir un llenguatge bioquímic universal emocional.

### Cervell
Els seus estudis, així com els d'altres científics, l'han portat a postular que la ment no està localitzada en el cervell, sinó distribuïda per tot l'organisme en forma de molècules senyal. La xarxa psicosomàtica implica, contràriament al que es creia, que el sistema nerviós no està estructurat jeràrquicament. El sistema immunològic, incloent el sistema nerviós central, té memòria i capacitat d'aprenentatge, d'aquí dedueix que la intel·ligència es troba en totes i cadascuna de les nostres cèl·lules del cos, per això la separació de processos psíquics i processos orgànics no seria certa. El seu estudi sobre els receptors que processen la informació en les membranes de les cèl·lules nervioses la va portar a descobrir que els mateixos receptors neurals eren presents en la majoria, si no en totes, les cèl·lules del cos.

### Ment i Cos
La psiconeuroimmunologia indica que tota malaltia té sempre un component psicològic, per la qual cosa és impossible la separació cartesiana de ment i cos. La cognició és un fenomen estès per tot l'organisme, i opera a través d'una complexa xarxa química de pèptids que conjumina totes les nostres activitats, siguin aquestes mentals, emocionals o orgàniques. Quan les emocions són expressades tots els sistemes de l'organisme formen un corpus unificat, però quan són negades i reprimides, aquestes emocions quedarien atrapades pel nostre cos físic, els sistemes es bloquegen i ens portaria a la malaltia. Però també indica que aquestes emocions poden ser alliberades i, per tant, això ens pot portar a la curació. Candace Pert tot això ho dedueix dels seus descobriments, sobre la base que tota emoció té un reflex bioquímic dins del cos.

## Publicacions
Candace Pert va escriure més de 250 articles científics sobre pèptids, els seus receptors i el paper dels neuropèptids en el sistema immunitari en revistes especialitzades. A més va publicar els llibres:
- The Science of Golf and Life eBook (2013)[20]
- Molecules of Emotion: The Science Behind Mind-Body Medicine (1999)[21]
- Everything You Need to Know to Feel Go(o)d (2006)[22]

Va participar també en La espiritualidad a debate: El estudio científico de lo transcendente.